# Долины (Приморский край)
Доли́ны — село в Уссурийском городском округе Приморского края. Входит в состав Кондратеновской территории.

## География
Село Долины стоит на левом берегу реки Комаровка.
Дорога к селу Долины идёт на юго-восток от автотрассы «Уссури» мимо села Баневурово. Расстояние до Уссурийского автовокзала около 20 км.
От села Долины на юго-восток (вверх по левому берегу реки) идёт дорога к селу Дубовый Ключ.
По мосту на правый берег реки Комаровка идёт дорога к сёлам Горнотаёжное (4 км) и Заречное (4 км).

## История
До 1972 года село носило название Супутинка. Свои названия река и село получили в честь китайского переселенца Су Пу Тина, спасшего основателей Уссурийска от голода, а затем от хунхузов.

## Население
| 2002 | 2010 |
| ---- | ---- |
| 68   | ↗89  |

## Улицы
| - ул. Баневура, - ул. Виноградная, - ул. Лесная, - пер. Лесной, | - ул. Первомайская, - ул. Полевая, - ул. Энергетиков, - ул. Южная. |

## Экономика
Сельскохозяйственные предприятия Уссурийского городского округа.